# Santo Antônio do Aracanguá
Santo Antônio del Aracanguá es un municipio brasileño del estado de São Paulo. Se localiza a una latitud 20º56'12" sur y la una longitud 50º29'44" oeste, estando a una altitud de 385 metros. Su población estimada en 2008 era de 7034 habitantes.

## Historia
Municipio fundado por Thomas Sebastião de Mendonça, en 1923, emancipado en 1991, siendo instalado en 1 de enero de 1993, con la asunción de Roberto Junqueira de Andrade Hijo. que también fue alcalde del municipio entre los años de 2001 a 2008, durante otros 2 mandatos.
El segundo alcalde de Santo Antônio del Aracanguá, fue Yoshihiko Zito, entre 1997 y 2000. De 2009 a 2016 fue gobernado por Luiz Carlos De los Reyes Nonato.

## Geografía
Posee una área de 1.306,082 km².
- En área es lo 14.º mayor municipio del estado de São Paulo

### Clima
El clima de Santo Antônio do Aracanguá puede ser clasificado como clima tropical de sabana (Aw), de acuerdo con la clasificación climática de Köppen.

### Demografía
Datos del Censo - 2000
Población total: 6.929
- Urbana: 4.536
- Rural: 2.393
  - Hombres: 3.606
  - Mujeres: 3.323

Densidad demográfica (hab./km²): 5,31
Mortalidad infantil hasta 1 año (por mil): 19,31
Expectativa de vida (años): 69,48
Tasa de fecundidade (hijos por mujer): 2,22
Tasa de alfabetización: 85,99%
Índice de desarrollo humano (IDH-M): 0,754
- IDH-M Renta: 0,665
- IDH-M Longevidad: 0,741
- IDH-M Educación: 0,856

(Fuente: IPEADATA)

### Hidrografía
- Río Tietê
- Ribeirão Macaúbas

### Carreteras
- SP-463

## Administración
- Alcalde: Rodrigo Aparecido Santana Rodrigues (2017/2020)
- Vicealcalde: Roberto Doná (2017/2020)
- Presidente de la cámara: Leivindo de Jesus Ferreira (Zé Neca) (2017/2020)

Alcaldes
- Roberto Junqueira de Andrade Hijo - 1993 a 1996, 2001 a 2004 y 2005 a 2008
- Yoshihiko Zito - 1997 a 2000
- Luiz Carlos de los Reyes Nonato - 2009 a 2012 y 2013 a 2016
- Rodrigo Aparecido Santana Rodrigues - 2017 a 2020

## Religión
El Cristianismo está presente en la ciudad de la siguiente manera:

### Iglesia Católica
La iglesia católica del municipio forma parte de la Diócesis de Jales.

### Iglesia Protestante
En la ciudad están presentes las más diversas creencias evangélicas, principalmente pentecostales, incluidas las Asambleas de Dios de Brasil (la iglesia evangélica más grande del país), Congregación Cristiana, entre otras. Estas denominaciones están creciendo cada vez más en todo Brasil.